# RPK
RPK (în rusă Ручной пулемёт Калашникова: „Pușcă-mitralieră Kalașnikov”) este o pușcă-mitralieră de calibrul 7,62×39mm proiectată în Uniunea Sovietică de Mihail Kalașnikov la sfârșitul anilor 1950. RPK a fost dezvoltată concomitent cu pistolul-mitralieră AKM și a înlocuit pușca-mitralieră RPD din dotarea Armatei Roșii. Armă standard a grupei de pistolari, este folosită pe scară largă în fostele țări ale Tratatului de la Varșovia și în unele țări africane sau asiatice. RPK a fost fabricată sub licență în Bulgaria și în România (denumită PM Md. 1964, Pușcă-Mitralieră, calibrul 7,62mm, Model 1964, și PM Md. 1993, Pușcă-Mitralieră, calibrul 5,45mm, Model 1993).